# Club Atlético Montemar
El Club Atlético Montemar és un club esportiu multidisciplinari situat a Alacant i fundat en 1931. Compta amb dos centres diferents, un en el carrer Pare Esplá (al centre de la ciutat) i un altre situat al costat de l'avinguda de Miriam Blasco (prop de la platja de l'Albufereta), i està adscrit a la Federació de Tennis de la Comunitat Valenciana.

## Història
El club va ser fundat el 17 de novembre de 1931 per un grup d'amics amb vocació esportiva. Durant els primers anys les activitats practicades eren bàsicament atletisme, natació i muntanyisme. Posteriorment, entre els anys 1933 i 1940, van sorgir el bàsquet, l'hoquei, el tennis, etc. A més de les instal·lacions en el carrer Pare Esplá, el 4 d'octubre de 1975 va ser inaugurat un segon centre esportiu en la Albufereta. El 10 de febrer de 2013, en les seues instal·lacions es va celebrar la trobada del Grup Mundial II de la Copa Federació de Tennis on Espanya es va enfrontar a Ucraïna i es va classificar per a la següent ronda.

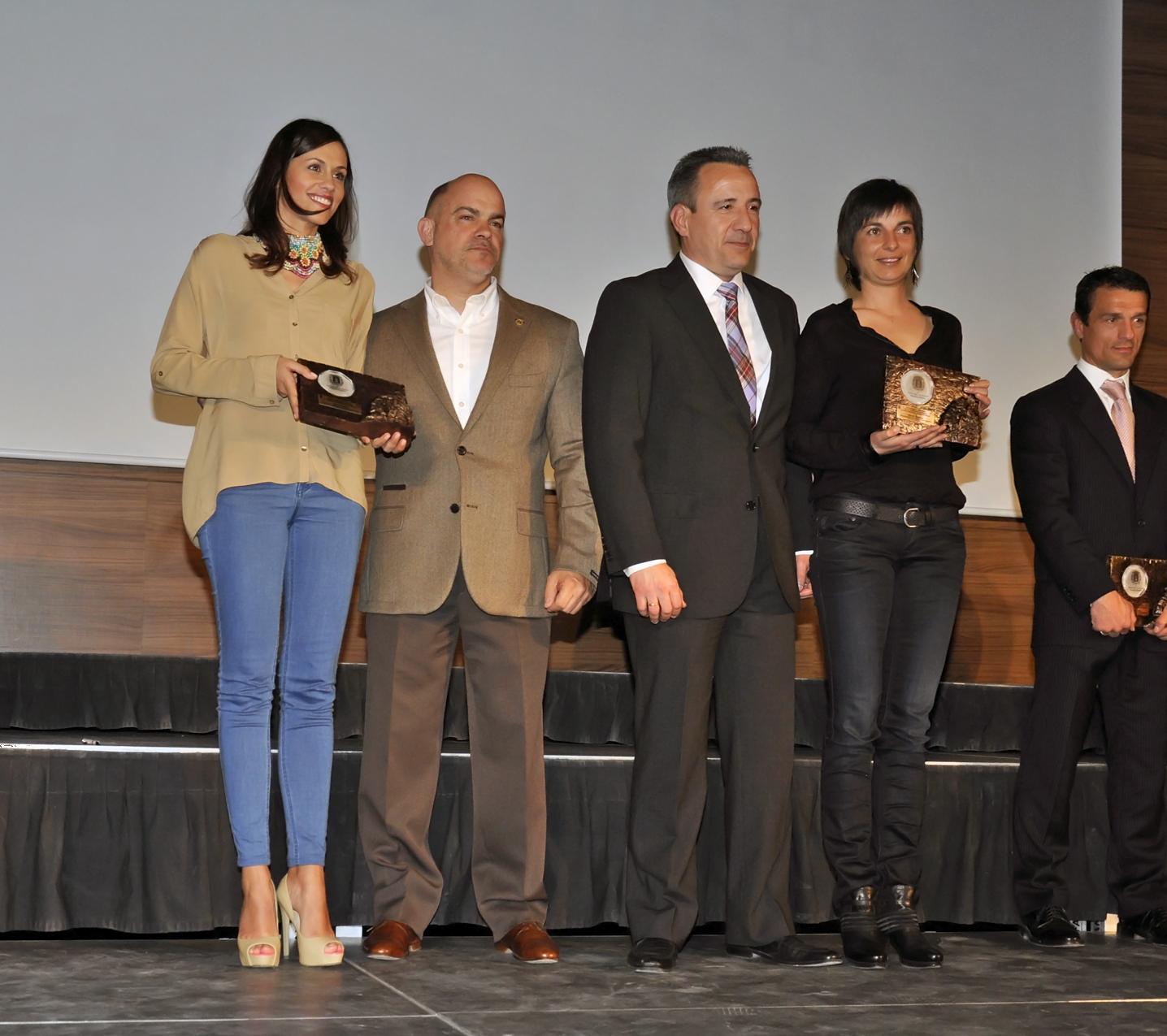
Les campiones olímpiques Estela Giménez i Marta Baldó, esportistes més llorejades del Club, premiades en la Gala del Trofeu Ajuntament d'Alacant (2014).

Al llarg d'aquests anys han estat molts els esportistes del club que han aconseguit tant medalles nacionals com a internacionals, destacant els èxits obtinguts en gimnàstica rítmica, amb gimnastes de la talla de Carolina Pascual, subcampiona olímpica individual a Barcelona 1992, i de Marta Baldó i Estela Giménez, campiones olímpiques de conjunts a Atlanta 1996 i bicampiones del món com a part de les Xiquetes d'Or.

## Instal·lacions
Les instal·lacions del club al centre de la ciutat, situades en el carrer Pare Esplá i amb 9.000 m2 de superfície, estan adaptades per a gimnàstica rítmica, patinatge, judo, karate, bàsquet, futbol sala i balls clàssics i moderns. Les instal·lacions de l'Albufereta (inaugurades el 4 d'octubre de 1975), compten amb una superfície de 60.000 m2, distribuïts en 21 pistes de tennis (17 de terra batuda i 4 de resina sintètica), 2 frontons, 2 camps de futbol 7 (1 camp de futbol 11) de gespa artificial, 10 pistes de pàdel, 1 gimnàs cardiovascular-musculació amb una superfície de 200 metres quadrats, amb sales annexes per al desenvolupament de classes col·lectives, 1 piscina olímpica d'estiu de 50 x 21 metres, i una segona de xipolleig, tennis de taula a l'aire lliure i 3 zones de vestuaris. A més, disposa de zones d'esbarjo, restaurant, tenda esportiva i parc infantil, juntament amb un pàrquing privat amb capacitat per 220 cotxes.

## Gimnastes rítmiques cèlebres del club
- Nuria Salido (Alacant)[10][11]
- Maisa Lloret (Vila Joiosa, 1971)[12]
- Arancha Villar (Alacant)[11]
- Mónica Ferrández (Còrdova, 1974)
- Cristina Chapuli (Alacante, 1975)  Campiona del món en Atenes 1991[11]
- Verónica Bódalo (Alacant, 1976)  Campiona d'Europa júnior en 1991[11]
- Carolina Pascual (Oriola, 1976)  Plata en els Jocs Olímpics de Barcelona 1992[1]
- Noelia Fernández (Alacant, 1976)
- Peligros Piñero (Elx, 1977)
- Violeta Giménez (Alacant, 1978)
- Jéssica Salido (Alacant, 1978)[11]
- Estela Giménez (Madrid, 1979)  Or en els Jocs Olímpics d'Atlanta 1996 i bicampiona del món[1]
- Marta Baldó (Vila Joiosa, 1979)  Or en els Jocs Olímpics d'Atlanta 1996 i bicampiona del món[1]
- Carmina Verdú (Alacant, 1983)
- Jennifer Colino (Torrevella, 1985)[1][11]
- Marta Linares (Castelló de la Plana, 1986)
- Isabel Pagán (Oriola, 1986)[11]

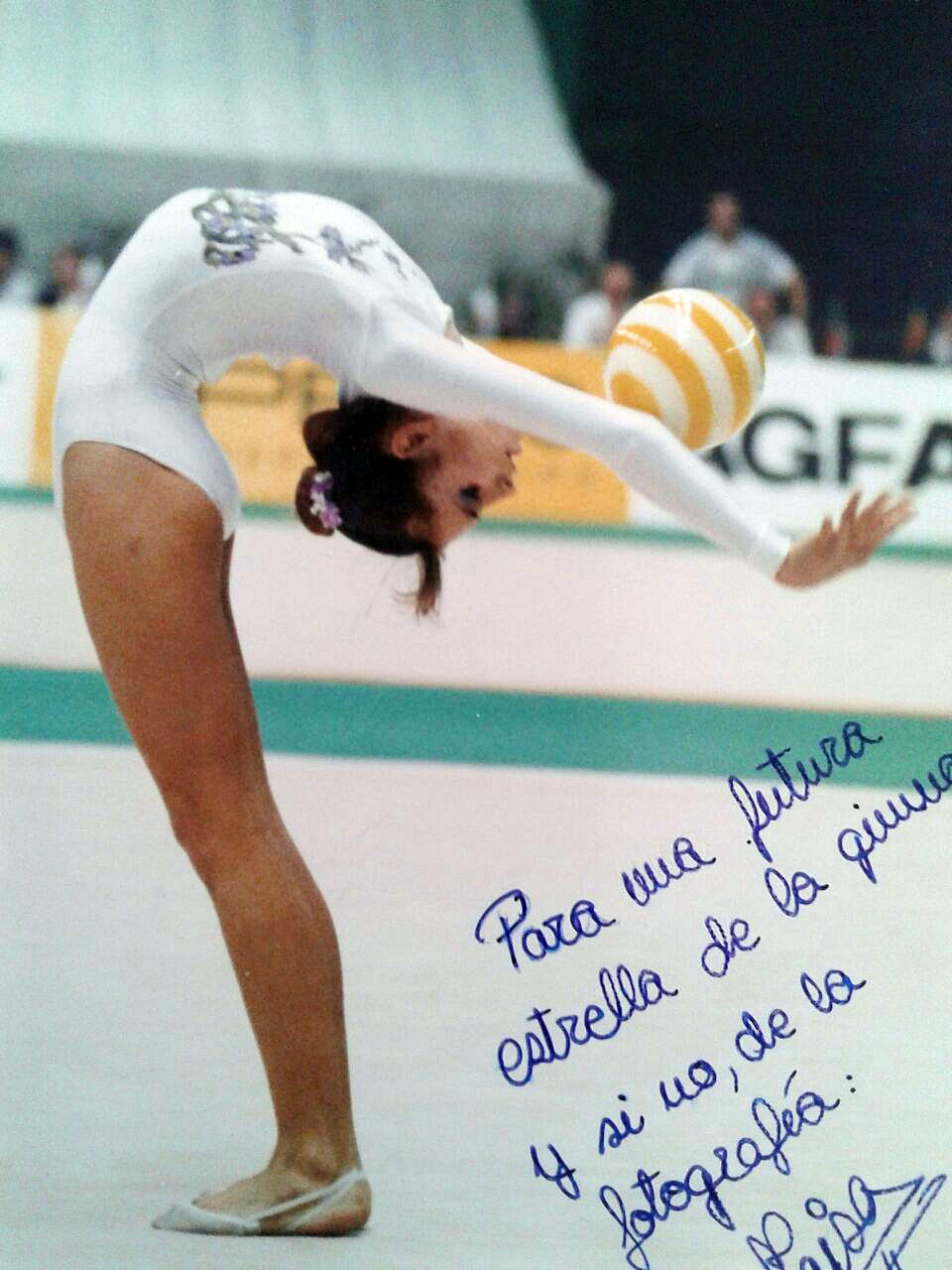
Maisa Lloret
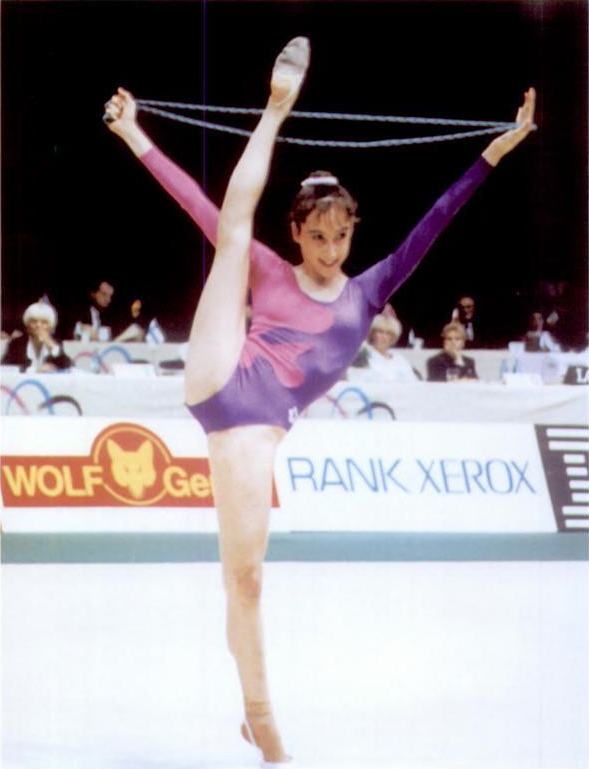
Mónica Ferrández
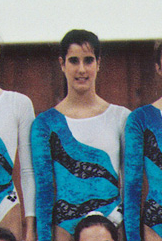
Cristina Chapuli
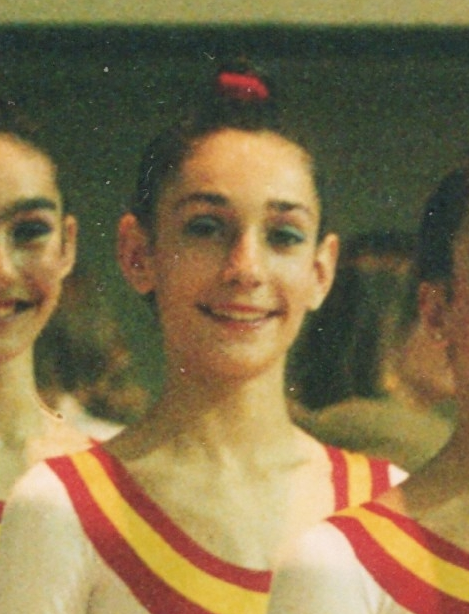
Verónica Bódalo
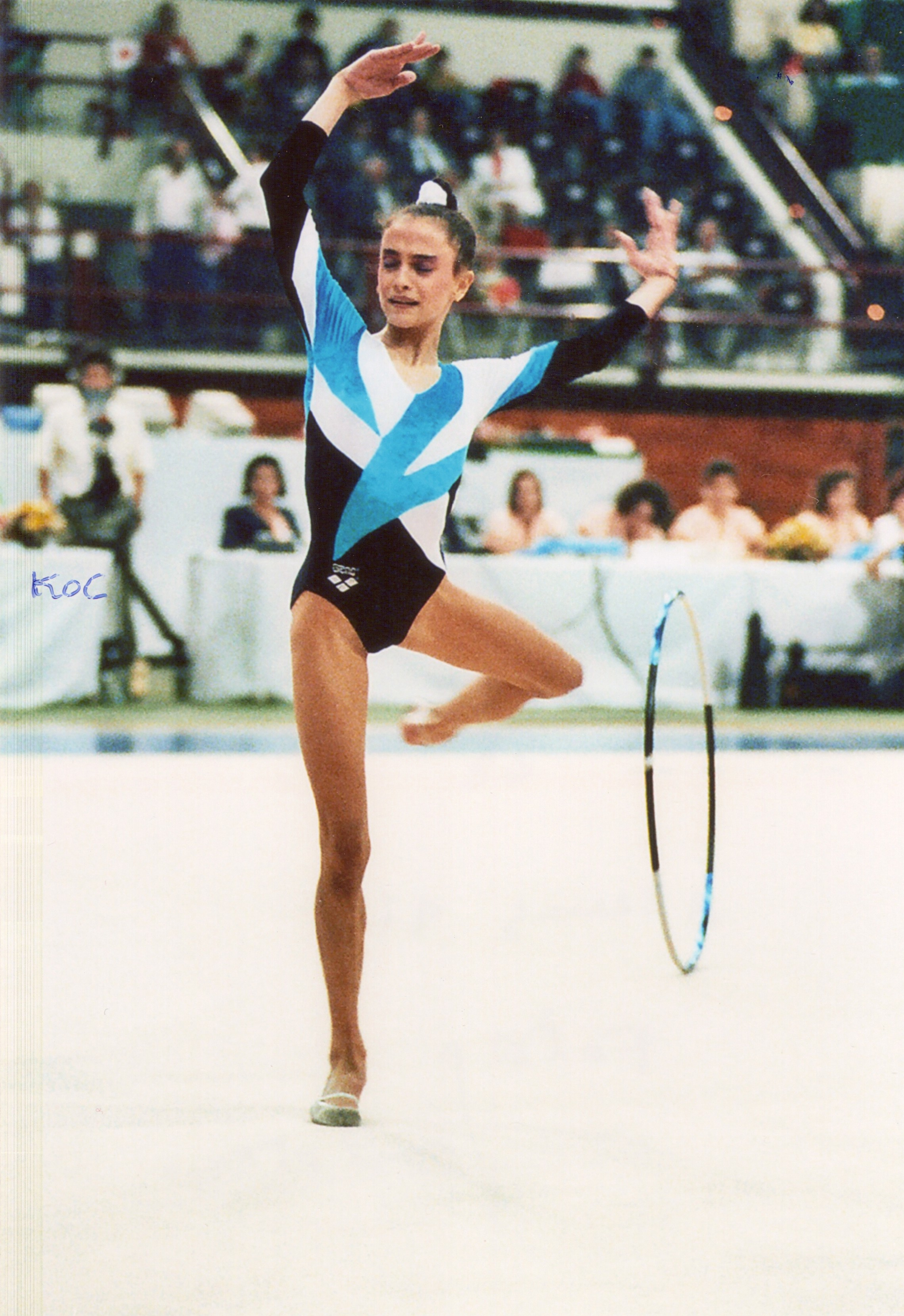
Carolina Pascual
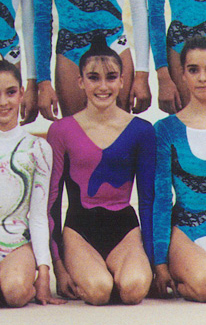
Noelia Fernández
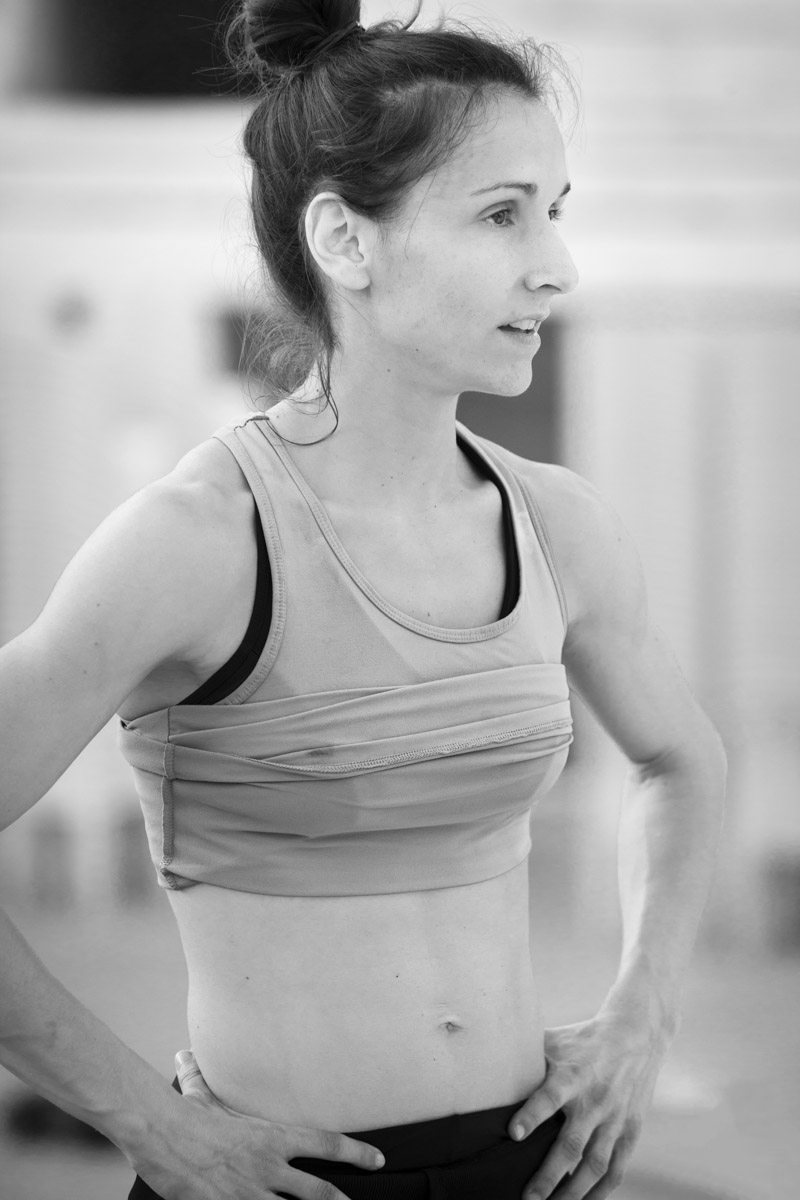
Violeta Giménez
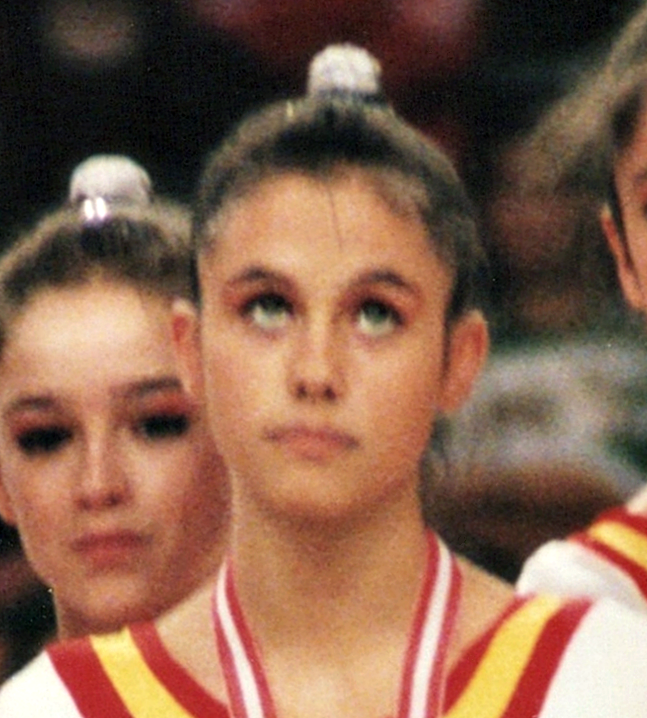
Estela Giménez
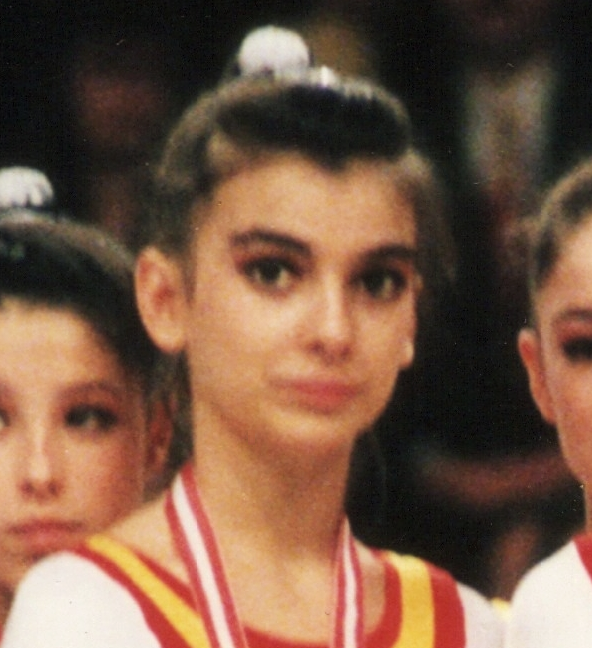
Marta Va baldar
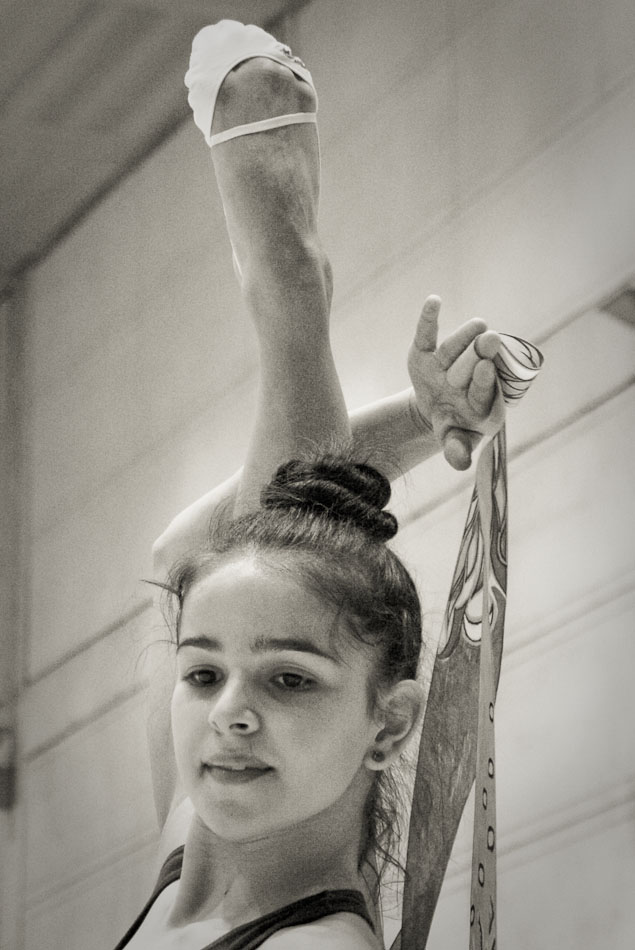
Jennifer Colino
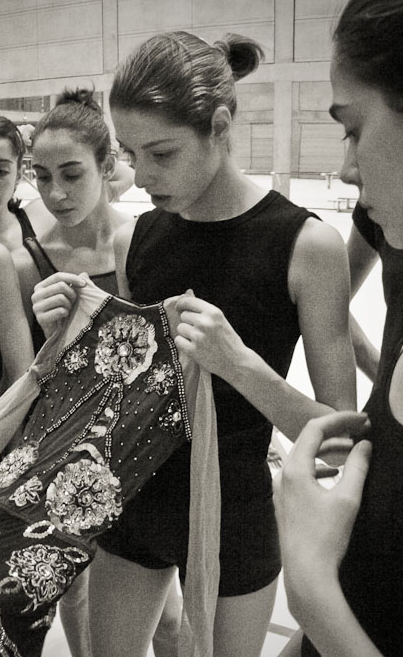
Marta Linares
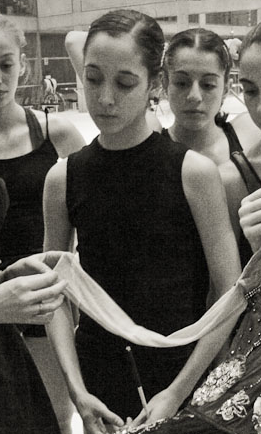
Isabel Pagán

## Premis, reconeixements i distincions
- Copa Stadium, atorgada pel Consell Superior d'Esports i lliurada en la gala anual dels Premis Nacionals de l'Esport de 1985 (1986)[13]
- Premio Importantes de Información 1986 del mes de febrer, atorgat pel Diario Información (1987)[14]
- Placa d'Or de la Generalitat Valenciana al Mèrit Esportiu (1993)[15]
- Premio Importantes de Información 1994 del mes de juliol, atorgat pel Diario Información (1995)[16]
- Esment Especial (per l'organització de la Copa Federació de Tennis 2013) en la Gala del XXV Trofeu Ajuntament d'Alacant, atorgada per l'Associació de la Premsa Esportiva d'Alacant (2014)[17][18][19]
- Millor Club Esportiu de la Província de 1982, 1985, 1989, 1990 i 2015 i Millor Escola Esportiva de 1999 (finalista en 2005) en els Premis Esportius Provincials de la Diputació d'Alacant[20]